# Liga Nacional de Bolos
La Liga Nacional de Bolos es la competición de bolo palma por equipos más importante a nivel nacional en España. Está organizada por la Federación Española de Bolos y ha incluido a lo largo de su historia a peñas o clubs de Andalucía, Asturias, Cataluña, Madrid y el País Vasco. Sin embargo, y dado el arraigo de este deporte en Cantabria, es esta autonomía la que ha aportado el grueso de las peñas participantes.
La liga se fundó en 1987 y sustituyó al Torneo Diputación como única competición liguera en 1988. En 2009 la Federación Cántabra de Bolos y la Asociación de Clubs (APEBOL) crearon una competición paralela (la Liga APEBOL, actualmente División de Honor de Bolo Palma), quedando sin disputarse la Liga Nacional las dos últimas temporadas.

## Historia
A pesar de que el juego de los bolos, en su modalidad de bolo palma, se viene practicando en Cantabria desde muchos años antes, y de que la primera peña bolística se crea en 1899 ("La Amistad" de Torrelavega), no es hasta finales de los años 50 cuando se crea una competición de Liga en la que participasen las diferentes peñas. Durante esos primeros años la competición de liga se denominó Torneo Diputación (siendo la Diputación el órgano de gobierno de la entonces Provincia de Santander), estando organizada por la Federación Cántabra.
En 1987 la Federación Española organizó la Liga Nacional con peñas de Asturias, Cantabria, Madrid y el País Vasco; esta liga coexistió esa temporada de forma paralela con el Torneo Diputación. En 1988 se unificaron las dos ligas bajo el nombre de Liga Nacional, desapareciendo el Torneo Diputación.
La Liga Nacional se inició con seis peñas en 1987, ampliándose a dieciséis en 1988. En 1991 el número de peñas participantes se redujo a catorce, y en 1995 a doce. En 2005 se amplió el número de nuevo a catorce. Tras la ruptura entre las federaciones cántabra y española, la Liga Nacional fue disputada por ocho peñas en 2009, nueve en 2010 y ocho de nuevo en la última edición 2011.
La primera peña dominadora del campeonato fue Construcciones Rotella de Torrelavega, que logró siete títulos entre 1988 y 1998, por los cuatro entorchados de Puertas Roper de Maliaño. En la década del 2000 Puertas Roper dominó con autoridad (siete títulos entre 2000 y 2007), mientras que tras la ruptura entre federaciones las victorias ligueras se han repartido entre Quijano (dos) y Sobarzo (una). 

## Liga 2009
Dado el desencuentro entre Federación Cántabra de Bolos y Federación Española de Bolos, de cara a la temporada 2009 se disputaron dos ligas, la promovida por la federación cántabra y la asociación APEBOL, y la Liga Nacional de la Federación Española. Esta última contó con los siguientes equipos (según circular de la FEB):
- PB Quijano
- PB Sobarzo
- PB San José Rocacero (Sierrapando)
- PB Peñacastillo (Santander)
- PB Madrileña (Madrid)
- PB Montañesa (Ermua)
- PB Miguel Purón (Noriega)
- PB Cantabria (Barcelona)

La Liga se disputó con las ocho peñas divididas en dos grupos, y el sistema de puntuación se basó en los chicos (1 chico, 1 punto), en lugar de la tradicional puntuación (2 puntos por victoria, 1 por empate y ninguno por derrota). Tras acabar la liga regular se disputaron las semifinales y la final. Clasificación:
Grupo A
- PB Sobarzo: 23 puntos
- PB San José Rocacero (Sierrapando): 21 puntos
- PB Miguel Purón (Noreña): 14 puntos
- PB Madrileña: 13 puntos

Grupo B
- PB Quijano: 27 puntos
- PB Montañesa (Ermua): 23 puntos
- PB Peñacastillo: 19 puntos
- PB Cantabria (Barcelona): 3 puntos

Semifinales:
- PB Sobarzo 4-3 PB Montañesa (Ermua)
- PB Quijano 4-3 PB San José Rocacero (Sierrapando)

Final:
- PB Quijano 4-3 PB Sobarzo

Por su parte, la APEBOL contó con el grueso de las grandes peñas: PB Casa Sampedro de Torres, PB Torrelavega, PB La Rasilla (Los Corrales de Buelna), PB Renedo, PB Quijano, PB Velo (Puente Arce), PB Ribamontán al Mar, PB Hnos. Borbolla-Villa de Noja, PB Maliaño-Puertas Roper, PB Comillas, PB Pontejos, PB Riotuerto (La Cavada), PB La Carmencita (Santander) y PB Manuel Mora (Oruña de Piélagos).

## Liga 2010
La liga 2010 la disputaron las siguientes peñas: Llanes y Páncar (Asturias); Cóbreces, Quijano, San José Rocacero y Sobarzo (Cantabria); Cantabria de Barcelona (Cataluña); Madrileña (Madrid); y Montañesa de Érmua (País Vasco). De cara a la disputa del campeonato las peñas se dividieron en tres grupos de tres. Desarrollo de la liga:
Grupo 1:
- PB San José Rocacero (Sierrapando): 7 puntos
- PB Montañesa (Érmua): 5 puntos
- PB Llanes: retirada

Grupo 2:
- PB Quijano: 15 puntos
- PB Cóbreces: 11 puntos
- PB Madrileña: 10 puntos

Grupo 3:
- PB Sobarzo: 10 puntos
- PB Cantabria (Barcelona): 2 puntos
- PB Páncar (Llanes): retirada

Semifinales:
- PB Quijano 4-1 PB Cóbreces
- PB San José Rocacero 4-2 PB Sobarzo

Final:
- PB Quijano 4-2 PB San José Rocacero

## Liga 2011
Participaron cinco peñas de Cantabria (Cóbreces, Hualle, Quijano, San José y Sobarzo), una asturiana (Llanes), una catalana (Cantabria de Barcelona) y una madrileña (Bolística Madrileña). La liga regular dio comienzo el 8 de mayo, finalizando el 30 de julio. A continuación se jugaron las semifinales y la final (21 de agosto).
- Grupo I:
  - PB Sobarzo (Sobarzo): 24 puntos
  - PB Hualle (Treceño): 20 puntos
  - PB Madrileña (Madrid): 20 puntos
  - PB Llanes (Llanes): 8 puntos

- Grupo II:
  - PB Quijano (Quijano): 23 puntos
  - PB San José (Sierrapando): 23 puntos
  - PB Cóbreces (Cóbreces): 20 puntos
  - PB Cantabria (Barcelona): 6 puntos

Clasificados para semifinales: PB Sobarzo y PB Hualle (Grupo I) y PB Quijano y PB San José (Grupo II).
Semifinales:
- PB Sobarzo 3-0 PB San José
- PB Quijano 3-2 Hualle

Final:
- PB Sobarzo 4-3 PB Quijano

## Palmarés de la Liga
| Año  | Campeón                | Segundo                         | Tercero                                              |
| ---- | ---------------------- | ------------------------------- | ---------------------------------------------------- |
| 1987 | Puertas Roper          | La Carmencita                   | La Ponderosa (San Fernando de Henares)               |
| 1988 | Constr. Rotella        | Peñacastillo (Santander)        | Pontejos                                             |
| 1989 | Constr. Rotella        | Pontejos                        | Puertas Roper                                        |
| 1990 | Constr. Rotella        | Puertas Roper                   | La Cavada                                            |
| 1991 | La Carmencita          | Puertas Roper                   | Pontejos                                             |
| 1992 | Constr. Rotella        | Pontejos                        | Puertas Roper                                        |
| 1993 | Puertas Roper          | Constr. Rotella                 | Pontejos                                             |
| 1994 | Puertas Roper          | Hnos. Borbolla de Noja          | Constr. Rotella                                      |
| 1995 | Constr. Rotella        | Pontejos                        | Puertas Roper                                        |
| 1996 | Constr. Rotella        | Hotel Chiqui (Oruña)            | Puertas Roper                                        |
| 1997 | Puertas Roper          | Hotel Chiqui (Oruña)            | Constr. Rotella                                      |
| 1998 | Constr. Rotella        | Puertas Roper                   | Bolística Torrelavega                                |
| 1999 | Puertas Roper          | Renedo                          | Hnos. Borbolla de Noja                               |
| 2000 | Puertas Roper          | Renedo                          | Hnos. Borbolla de Noja                               |
| 2001 | Puertas Roper          | Renedo                          | Hnos. Borbolla de Noja                               |
| 2002 | Puertas Roper          | Hnos. Borbolla de Noja          | Comillas                                             |
| 2003 | Puertas Roper          | Hnos. Borbolla de Noja          | Pontejos                                             |
| 2004 | Hnos. Borbolla de Noja | Puertas Roper                   | La Rasilla                                           |
| 2005 | Puertas Roper          | Hnos. Borbolla de Noja          | Renedo                                               |
| 2006 | Puertas Roper          | Renedo                          | Comillas                                             |
| 2007 | Puertas Roper          | Hnos. Borbolla de Noja          | Pontejos                                             |
| 2008 | Hnos. Borbolla de Noja | Puertas Roper                   | Renedo                                               |
| 2009 | Quijano                | Sobarzo                         | Montañesa de Ermua y San José Rocacero (Sierrapando) |
| 2010 | Quijano                | San José Rocacero (Sierrapando) | Sobarzo y Cóbreces                                   |
| 2011 | Sobarzo                | Quijano                         | Hualle (Treceño) y San José (Sierrapando)            |

Nota: desde 2009 la fase final se juega por sistema de eliminatorias, con lo que no hay un "tercer" puesto sino dos semifinalistas.

## Resumen de títulos
- PB Maliaño - Puertas Roper: 12 títulos (1987, 1993, 1994, 1997, 1999, 2000, 2001, 2002, 2003, 2005, 2006, 2007)
- PB Constr. Rotella (Torrelavega): 7 títulos (1988, 1989, 1990, 1992, 1995, 1996, 1998)
- PB Hnos. Borbolla - Villa de Noja: 2 títulos (2004, 2008)
- PB Quijano (Quijano de Piélagos): 2 títulos (2009, 2010)
- PB La Carmencita (Santander): 1 título (1991)
- PB Sobarzo: 1 título (2011)